# Six études
Six études, opus 5 (en español: Seis estudios), es una colección de seis estudios escritos para órgano por Jeanne Demessieux, fueron compuestos en 1944 a petición de Marcel Dupré, quien además escribió el prefacio para las mismas. Fueron publicados por Bornemann en 1946, el contrato fue firmado el 10 de enero del mismo año, y Demessieux los interpretó por primera vez durante los conciertos de la Sala Pleyel el 25 de febrero del citado año.
Cada estudio abarca una técnica específica: alternancia de un solo tono (pies, dedos y figuraciones), ejecución de terceras y sextas, alternancia de acordes, notas repetidas y octavas, y son ampliamente consideradas una de las piezas más complejas de interpretar al órgano. Tanto los manuales como los pedales tienen iguales desafíos técnicos, denotando la demanda de Demessieux en la flexibilidad y el movimiento de los tobillos para que coincida con los de las muñecas.
La colección completa con las seis piezas ha sido grabada por los organistas Pierre Labric, Maurizio Ciampi, Maxime Patel, Stephen Tharp y Adam Brakel, mientras que la propia Demessieux registró en Hamburgo, Alemania, el movimiento "Tierces", esta grabación fue editada en CD posteriormente por el sello Festivo.

## Antecedentes dentro del género estudios para órgano
La escritura de estudios para órgano durante el siglo XIX se produjo de forma diferente con respecto al piano, sobre todo en Francia. Hubo pocos compositores en este período que hicieron estudios para órgano, y en su mayoría se trataba de ejercicios cuya finalidad era únicamente técnica. El género también fue poco adoptado en otros países de Europa.
Entre la literatura organística se encuentran ciertos estudios, que aunque sean actualmente ejecutados al órgano, fueron escritos originalmente para piano con pedales. Este es el caso de los Seis estudios en forma canónica, Op. 56 de Robert Schumann. En el siglo XX Thomas Daniel Schlee publicó los 13 Studies by Contemporary (1957), una recopilación donde sólo dos piezas fueron individualmente bautizadas bajo el título específico de estudios, estas son: "Etüde für Orgelpedal solo (Für Thomas Schmögner)" y "Contrepointes (Etude pour le pédalier)". También existe Etude pour le pédalier del suizo Lionel Rogg (1936), además Jean Langlais escribió los 7 Études de Concert pour pédale sule (1983), donde cada uno de los estudios apunta al perfeccionamiento de una técnica específica.

## Antecedentes y composición prematura
En 1941, Marcel Dupré inició la composición de una serie de estudios para Jeanne Demessieux cuya interpretación se constituía, según el propio autor, en uno de los requisitos fundamentales para la adquisición de una "técnica virtuosa de primera clase".
Su diario registra, durante una clase en Meudon el 20 de julio de 1941, el siguiente diálogo:

Jeanne Demessieux: Siento que mi técnica despega. El maestro me anima ...
Marcel Dupré: Voy a escribir, (...) una serie de estudios en los que pasaré a usted los manuscritos progresivamente.

De hecho, a medida que iba finalizando cada estudio, Dupré se lo entregaba a Demessieux
para que ella posteriormente los presentara en clase. Si los estudios tenían la finalidad de ampliar la técnica de Demessieux, podría deducir la existencia de una intención pedagógica en estas composiciones. Allí, sin embargo una diferencia crucial entre la propuesta pedagógica entre ciertas obras que Dupré destinó a la educación organística, y los estudios. Tal como ocurría con los estudios de Frédéric Chopin, y Franz Liszt, los estudios de Dupré se instituían ante todo como un fin, y no como un medio de alcanzar la técnica. La ejecución de los estudios de Liszt, Chopin o Dupré requiere la trascendencia de la técnica. Los doce estudios iniciales se
escribieron para Demessieux, una alumna por encima de cualquier otra, formada y apta para ejecutar cualquier obra de la literatura organística o pianística. Los estudios servirían como "corona", como consolidación de todo aquello que una técnica primordial y
eficiente era capaz de realizar.
El proceso de composición de las doce obras terminó en julio de 1943 y dos meses después, la serie completa fue ejecutada delante de Dupré por Demessieux. Sin embargo, a principios de 1944, decidió que sus "grandes estudios" no serían publicados, sino que pensó en "modificar el título y presentarlos en tres grupos, con números de opus diferentes". La transformación de los estudios de Dupré en otras piezas no sucedió a través del simple renombramiento de las obras. Terminada la reorganización, los doce estudios compuestos inicialmente, se transformaron en nueve piezas agrupadas en tres números diferentes. Parte de los estudios de Dupré se convirtieron en la suite opus 39
(1944), subdividida a su vez en Allegro Agitato, Cantabile, Scherzo y Final. Otro de
los estudios fue reestructurado en Offrande a la Vierge op. 40 (1944), que a su vez
contiene Virgo Mater, Mater Dolorosa y Virgo Mediatrix. Reescribió también dos obras, Esquis en mi menor y Esquisse en sí menor, las cuales fueron numeradas como
opus 41.
Durante su gira que se extendió entre verano a otoño de 1946, Dupré en cada uno de los programas de sus conciertos incluyó un párrafo sobre Demessieux y sus Six études, además de interpretar el movimiento "Notes Répétées" en varias ocasiones. Dupré aseguró verbalmente al público que la compositora pronto tocaría en Estados Unidos, fue en ese entonces que le solicitaron por medio de Dupré, que Demessieux compusiera para su publicación en Estados Unidos, una obra sencilla para órgano.

## Estreno

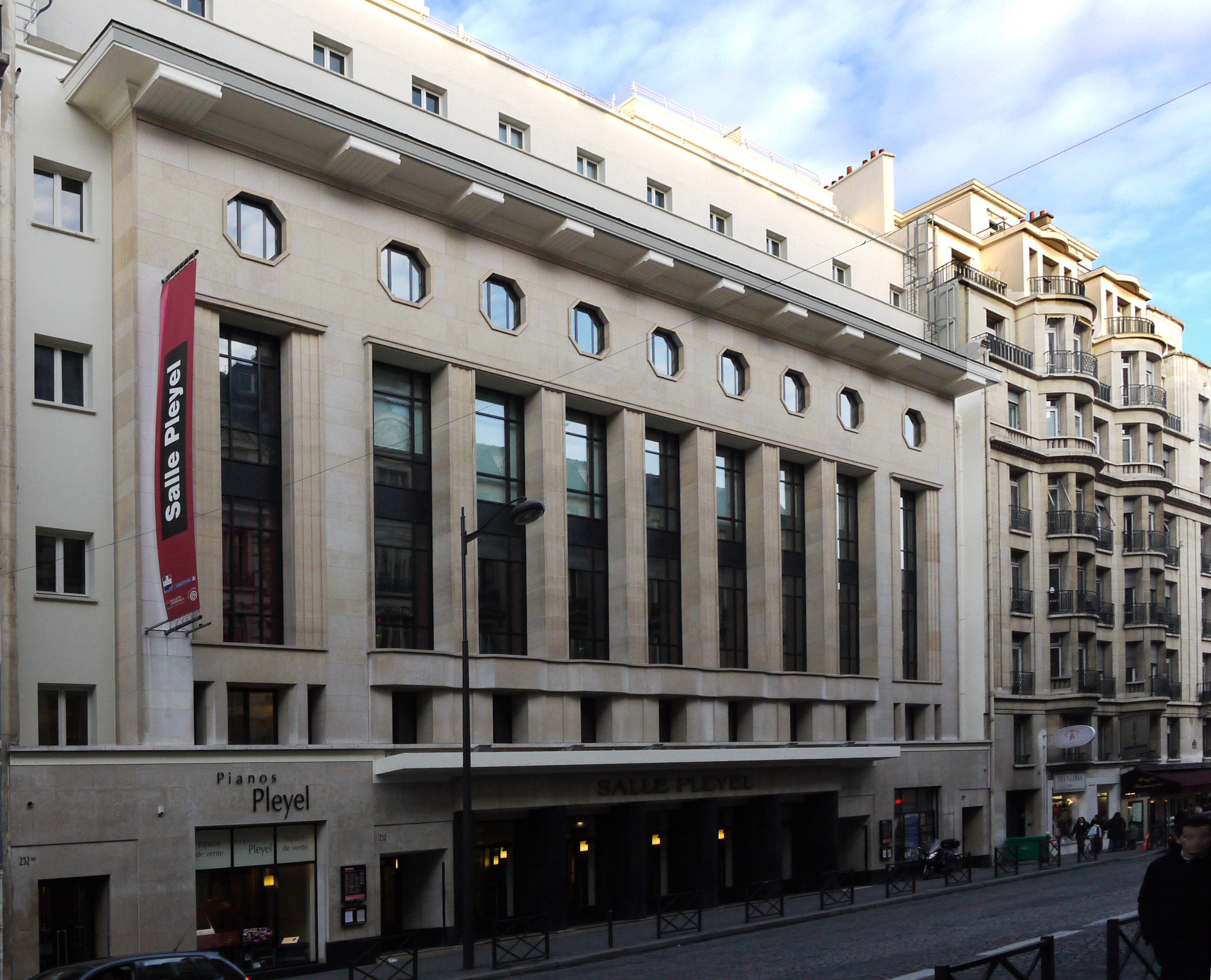
La Sala Pleyel en donde se estrenaron los Six études en 1946.

Jeanne Demessieux estrenó sus Six études op. 5 durante una serie de conciertos organizados por Marcel Dupré en la Sala Pleyel de París, en donde ella tocó por primera vez en el recientemente restaurado órgano para la ocasión, bajo una audiencia de 1725 personas, incluyendo varios músicos e intérpretes como Jean Langlais, Gaston Litaize, Olivier Messiaen y Maurice Duruflé. Demessieux estrenó su obra en el primer recital de la serie acontecido el 25 de febrero de 1946. Desempeñó un nivel de interpretación nunca antes visto por otro organista en Francia, según la crítica parisina de la época, fue un "histórico éxito triunfal", y su debut fue comparado con el de Vladimir Horowitz, Yehudi Menuhin y Walter Gieseking.

## Études

### Pointes
Aludiendo a fórmulas y figuras típicamente pianísticas, los títulos de los estudios de Jeanne Demessieux son quizás la característica más evidente de la apropiación del universo pianístico. Sólo el título del primer estudio, Pointes remite a una cuestión estrictamente organística. La utilización del talón en la técnica del pedal no fue una práctica contemporánea al nacimiento de la pedalera, ésta en sus inicios se formó por pedales cortos, por lo que poco se prestaba a una forma de utilización más complicada. Hay métodos de órgano escritos en el siglo XVIII y XIX en muchos lugares de Europa, donde la utilización del talón fue indicada con cierta parsimonia. Si el efecto martillado ocurre en el piano como consecuencia del ataque de cada nota, en el órgano, este efecto ocurre de la utilización de las puntas en una figuración constante en semicorcheas, al ser ejecutadas en alta velocidad. El efecto sonoro producido tiene poco que ver con el sonido legato, mientras que el aumento necesario del movimiento podálico produce una agitación, prevista por la elección del término indicador del andamiento de la pieza: Allegro agitato. Las manos, o sus dedos aisladamente, pueden transformarse en un potente recurso estabilizador en el equilibrio del organista durante la performance. En los primeros compases de Pointes, el pulgar, y luego otros dedos de la mano derecha, sirven a este propósito. Pero la utilización de las manos como recurso estabilizador es más evidente cuando viene de su uso casi como "garras" en la ejecución de acordes sostenidos, que además de apoyo proporciona una base para el impulso del cuerpo en la dirección necesaria para la interpretación de la pedalera en sus extremos.
En los estudios de Demessieux, a los dedos se le da la tarea de auxiliar en el equilibrio corporal y de funcionar como punto fijo que apalanca el cuerpo en las vueltas necesarias para el rendimiento de los extremos del pedal. En Pointes el compromiso de la estabilidad del cuerpo deriva de la complejidad de la parte del pedal, con su figuración en semicorcheas, construida sobre intervalos de las más variadas amplitudes. La escritura del pedal en este estudio fue un factor decisivo para la exploración del teclado de los pies en toda su extensión. Esta es también una característica que observamos en los estudios de Franz Liszt y Frédéric Chopin donde, cada uno, dentro de su propio estilo, hizo del aprovechamiento del teclado un punto de salida para la creación sonora.
Marcel Dupré dijo:

Pointes alternées – tend à faire acquérir, dùne part, l`égalité de durée stricte entre les deux pieds et, dàutre part, l’instinct de l’écartement dês différents intervalles.

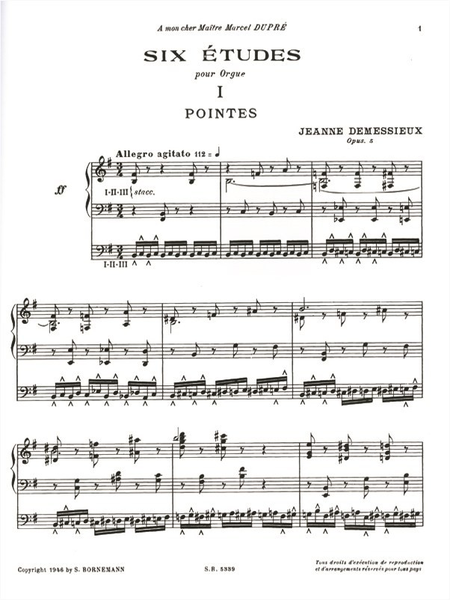
Primeros nueve compases de Pointes.

Puntos alternados - Tiende a obtener, por un lado, la igualdad de duración estricta entre los dos pies y, por otro lado, el instinto de espaciar a diferentes intervalos.

Las palabras de Marcel Dupré se refieren a uno de los aspectos más evidentes de Pointes. Estos son los innumerables y variados saltos, dando lugar a giros bruscos y repentinos del cuerpo, necesarios para alcanzar los extremos del pedal. La técnica del pedal era un constante objetivo del interés de un Dupré intérprete y profesor, que legó a Demessieux todos sus conocimientos. La formación organística de Marcel Dupré y de Jeanne Demessieux estaba basada en las enseñanzas de Jacques-Nicolas Lemmens, que a través de Alexandre Guilmant y Charles-Marie Widor, se consolidó como la base de la Moderna Escuela Francesa de Órgano. De acuerdo con los fundamentos de la técnica del pedal de esta Escuela:

(...) las rodillas, los talones y las extremidades deben tocarse. De esta forma, con el máximo de estiramiento de los pies (rodillas y talones juntos) se alcanza una quinta; el mayor estiramiento de las piernas (rodillas juntas) alcanza una octava.

Cuando las rodillas, las puntas y los talones se mantienen juntos, el organista establece para sí mismo algunas medidas fijas, ya que proviene de su propio cuerpo y, por lo tanto, no varían según el instrumento en que se encuentra. Así, independientemente del tamaño o el formato de la pedalera, el intervalo obtenido del espaciamiento de las piernas con las rodillas juntas, el espaciamiento máximo de los pies con los talones juntos, así como la información entre la distancia entre las extremidades juntas es invariable. Podemos a partir de esto establecer una analogía entre el papel que el pulso y la rodilla desempeñan en el cálculo de las distancias de intervalos.

### Tierces

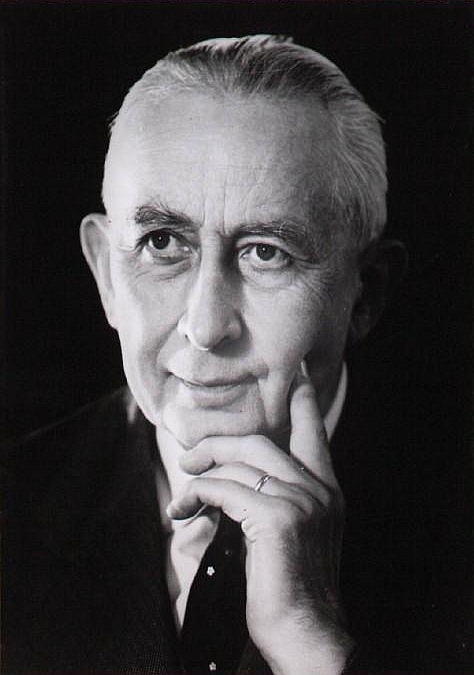
Los Six études fueron compuestas en 1944 a petición de Marcel Dupré, quién además escribió el prefacio para las mismas.

El segundo estudio de Jeanne Demessieux recibe el nombre de Tierces, la figuración sobre la que está construida la obra. Se trata de un ejercicio de doble pedaleo en terceras distribuidas en semicorcheas en el pedal, hace que durante la ejecución los dos pies estén siempre y, lo que es más importante, simultáneamente en actividad en el pedal. La providencia indispensable para esa empresa de forma económica y eficiente es que se promueve al máximo la liberación de las articulaciones de los tobillos, lo que sólo es posible por el aumento de la tracción de los muslos y las rodillas que reduce el peso de los pies y las piernas. Esta actitud motora podría entonces contribuir a una respuesta sonora observando los parámetros de ligereza y claridad indispensable a la interpretación de la obra. La analogía reside en el hecho de que por el aumento de la tracción, las articulaciones son liberadas: en el órgano, las del tobillo mientras que en el piano, las de los dedos. Por este mismo proceso se promueve un efecto físico semejante, pero que determina ocasiones que no son idénticas. Es necesario recordar que la posibilidad de obtener de ello efectos sonoros en el piano a través del toque no se aplica al órgano. Sin embargo, si en el órgano la cuestión del toque queda a cargo del ritmo, o mejor dicho, de la administración de las medidas rítmicas entre los sonidos, sin la liberación de las articulaciones del tobillo sería imposible asociar los conceptos de claridad y ligereza al legato pedal.
A principios del siglo XIX, cuando los métodos de órgano se ocupaban anteriormente, con la sustitución de los dedos, la preocupación por el entrenamiento de terceras, sextas y notas repetidas ya se hacía presente en los estudios recién publicados de Cramer. Símbolo de la técnica mecanicista del piano, la presencia constante en los estudios novecentistas para este instrumento, estas figuras de igual modo sirvieron de pretexto inspirador para los estudios de Demessieux. Si se tiene en cuenta sólo la dificultad digital que estas fórmulas y figuras presentan, encontraríamos que estos estudios se encuentran muy por debajo de las obras homónimas de Franz Liszt o Frédéric Chopin. En cambio, si consideramos que la dificultad de estas obras se encuentra en el trato dado a estas fórmulas en el pedal, también estaremos proporcionando una respuesta insatisfactoria a esta cuestión porque cuando comparadas a otras obras escritas para pedalear en solitario, la parte del pedal en los estudios de Jeanne Demessieux depende de una técnica mucho menos arrojada.
El emparejamiento de los acordes da lugar a una masa sonora que se desplaza armónicamente a través de ciertas notas, que no se ligan unas a otras y se modifican de compás a compás. El papel de contraste en la obra de esta línea nos permite invocar el concepto de contrapunto colorista, desarrollado por Rosen, donde las partes están constituidas por voces de textura. Es de destacar que la aplicación de esta idea a los estudios de Demessieux encuentra un importante respaldo cuando recordamos que el propio Dupré se refería al órgano como un instrumento básicamente contrapuntístico. Además de las terceras y de la secuencia de acordes, interactúa una tercera voz, notadamente melódica que surge por primera vez a la altura del compás 17, y sobresale a las otras voces por recibir un registro de contraste.
El tratamiento de las terceras en movimiento cromático y constante en ambas obras determina una línea textural nítida, que ha de constituirse como una parte del contrapunto. Chopin también establece este juego sonoro, cuando al cromatismo de las terceras, en voz baja, se contrapone una segunda voz a "dos tipos diferentes de legato". Este resultado composicional es uno de los factores que diferencia los estudios de Chopin y Demessieux de otros que priorizaban el entrenamiento muscular. Como muchos estudios de fines del siglo XVIII e inicios de XIX, estos estudios, "Tierces" y el op. 25 no. 6, están fundamentados en la repetición insistente de ciertas fórmulas. Sin embargo, las fórmulas aparentemente simplistas e insistentemente repetitivas, la presencia típica de las composiciones de la aurora del romanticismo, que servían ante todo a un abordaje mecanicista, en las manos de Demessieux y Chopin, subieron a otro nivel al convertirse en elemento de diálogo sonoro.

### Sixties
Tanto en Sixties como en Tierces, se le dio al pedal la tarea de desarrollar la figuración que sirve de título al estudio. Sixties por su actividad continua y simultánea de los pies demandan para la ejecución de la obra, un gasto de energía muscular importante. Podemos suponer que como heredera de la tradición Lemmens-Widor, Demessieux fuese adepta del principio de la economía de movimientos, y como tal, es posible que haya usado algún recurso capaz de disminuir el esfuerzo muscular aumentando la eficiencia de la ejecución. Marcel Dupré, en el prólogo que escribió para Six Etudes, invoca la recomendación de Widor, según el cual las rodillas o los tobillos deben mantenerse juntos. Dupré advertía que el alejamiento de las piernas jamás debería acarrear cualquier tensión muscular, aun siendo las piernas más susceptibles a la rigidez que los brazos. El mantenimiento de esta esperada relajación muscular durante la ejecución podría ser alcanzado justamente por la unión de las rodillas. Una pierna apoya o transfiere su peso a otra de forma que el punto de unión de las rodillas se transforma en agente ergonómico del movimiento.
Sin embargo, a esta antológica recomendación widoriana se le puede asignar otra función, ya que en la ejecución de las largas secuencias de acordes simultáneos, el contacto de las piernas o de las rodillas contribuye al mantenimiento de la estabilidad corporal. La comprensión de esta idea se ve facilitada si tenemos en cuenta el hecho inverso. Para el individuo que está sentado, y que no puede apoyar sus pies, el alejamiento de los miembros resulta en un factor desestabilizante, porque acarrea una modificación importante del eje gravitacional. La unión de las rodillas promueve una centralización de la masa corporal, por lo que facilita el equilibrio.

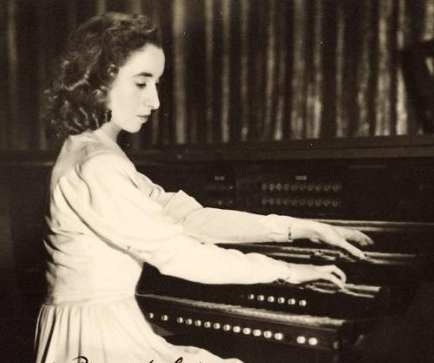
Demessieux tocando el órgano en uno de los conciertos de la Sala Pleyel en 1947. Demessieux estrenó los Six Études durante una anterior serie de conciertos en la misma sala en 1946.

Las sextas también fueron objeto de interés de Chopin, siendo una sustancia básica en su estudio op. 25 no. 8, de donde tiene ciertos aspectos similares a la presente obra. El primero de ellos reside en el hecho de que en ambos estudios, las sextas obedecen a la una idéntica división rítmica, representada por los tercios de tiempo del compás 6/8, también cabe destacar que Tierces contó con el mismo compás y con la misma división rítmica que el estudio de las terceras de Chopin, el op. 25 no. 6.
En la concepción de estos dos estudios, Tierces y Sixtes, el tratamiento de los acordes simultáneos asociados a la inscripción sugerida por la compositora resultó en un resultado bastante interesante desde el punto de vista de la sonoridad. Desvinculada del ataque de las teclas, la producción sonora en el órgano depende en gran parte de la escritura, por la inclusión de la indicación expresa de los registros a ser utilizados en la interpretación. Por lo tanto, mucho sobre una obra para órgano puede ser inferido de esta intervención objetiva del autor, como lo es la directriz tímbrica y dinámica que viene de la indicación de los registros. El análisis del registro de Demessieux claramente indicado en sus estudios, refuerza la idea de que los Six Etudes, al igual que los estudios chopinianos, tienen un diseño básicamente contrapuntístico.
En Sixtes, la registración indicada por Demessieux, así como las características de la propia escritura, revelan que existen al inicio del estudio y hasta el compás 38 tres planos sonoros bien definidos. La conjugación de estos dos factores, escrito y registración, apunta, en la interpretación, hacia un fenómeno sonoro curioso. Las corcheas de la mano izquierda suenan una octava más grave (Bourdon 16'), produciendo una impresión auditiva que podría interpretarse como proveniente del propio pedal. Mientras tanto, las sextas, estas sí, sonando desde la pedalera manejada por los pies, reciben por la registración un tratamiento sonoro cuyo resultado es la semejanza con el sonido producido en los manuales. Esta especie de inversión sonora está también propuesta en Tierces, donde la interpretación proporciona algo como una ilusión auditiva, ya que sin la visualización de la partitura el oyente tendría dificultades para localizar los sonidos venidos de las terceras, simultáneos como provenientes del pedal.
La conjugación de los registros que octava o super-octava o el pedal y de las figuras fluidas, repletas de cromatismos, confiere a estos dos estudios, Tierces y Sixtes, una delicadeza sonora que es típica de la sonoridad de muchos estudios chopinianos. Los sonidos que Demessieux buscó reproducir en los estudios en Sixtes, y sobre todo en Tierces, pueden ser vistos como un sonido básicamente pianístico. Paradójicamente, es justamente mediante esta característica, la apropiación de un "sonido de piano" por el órgano, que podemos construir un paralelo entre estos dos estudios demessianos y los estudios de Liszt. La inventiva sonora de Liszt en el piano obedece a un patrón que es básicamente imitativo, lo que incluye la imitación de instrumentos de la orquesta. Así el fenómeno acústico que surge de la metamorfosis lisztiniana de los Caprices de Paganini, es el resultado de lo que Rosen llamó "paráfrasis sonora": a través de la reinvención del sonido, se invita al piano para sonar como el violín de Paganini.

### Accords Alternés
Los Estudios Trascendentales de Franz Liszt ofrecen un gran número de ejemplos de la utilización de los acordes alternados presentados bajo las más variadas formas. Desde los raros modelos que requieren para el desempeño una exigencia técnica más modesta, hasta las versiones, estas sí en gran cantidad, cuya audacia desafía al pianista más virtuoso, los acordes alternados son una marca característica de la escritura lisztiniana. Y es justamente este uno de los principales procedimientos de la escuela moderna de piano, que Jeanne Demessieux utiliza en la composición de Accords Alternés.
Aunque se refiere a una cuestión notablemente pianística, la alternancia de acordes se destaca por la manera original por la cual la compositora desarrolló su propuesta en el órgano. Concebido para ser ejecutado en un instrumento de al menos tres manuales, las inscripciones indicadas dan cuenta de que los acordes deben alternarse en manuales diferentes. Y es justamente este uno de los principales procedimientos de la escuela moderna de piano, que Demessieux utiliza en la composición de Accords Alternés. Desde el distanciamiento vertical entre las manos se produce una importante alteración postural proveniente de la posición de la mano derecha en el primer manual, y de la izquierda en el tercero. Esta desigualdad de los miembros superiores es, sin duda, un factor de dificultad extra, especialmente porque es una obra cuya principal característica radica en la capacidad exacta de la coordinación entre manos y precisión de ataque para mantener el equilibrio y el sonido mismo en la interpretación. Tal vez fue precisamente por estas razones que Marcel Dupré, en el prefacio de los Six Études ha hecho hincapié en que:

[...] basado en la flexibilidad de la muñeca que garantiza la absoluta igualdad de tiempo entre las dos manos [...] es importante que el legato entre los acordes sea estricto [y que no haya] demoras en las manos. Todos los movimientos deben reducirse al mínimo.
Marcel Dupré, prefacio de los Six Études, 1946.

Realmente, en este caso, a la actividad del pulso recae más que nunca en la tarea de minimizar el impacto causado con la significativa diferencia de altura entre el primer y el tercer manual. Sin ello, cualquier intento de realizar con la rapidez y sincronismo necesarios los movimientos para el desempeño de Accords Alternes, acabaría por sobrecargar significativamente la musculatura de la mano o brazo. Llama la atención, de hecho, la decisión de la compositora en determinar la ubicación de las manos en manuales tan distantes, ya que no habría motivo inmediato para esta opción. Si, tomamos como supuesto que probablemente no se constituye una decisión aleatoria o desprovista de significado, se atrevía por argumentar que a través de esta particularidad, Demessieux tenía por objetivo transcribir al órgano el lado más desafiante de la alternancia de acordes lisztiniana. En el estudio trascendental n.° 2 encontramos la alternancia de acordes bajo las más variadas formas. La comparación entre los siguientes ejemplos muestra tres tipos de escritura que apuntan en la práctica para la necesidad de tres intervenciones también distintas.

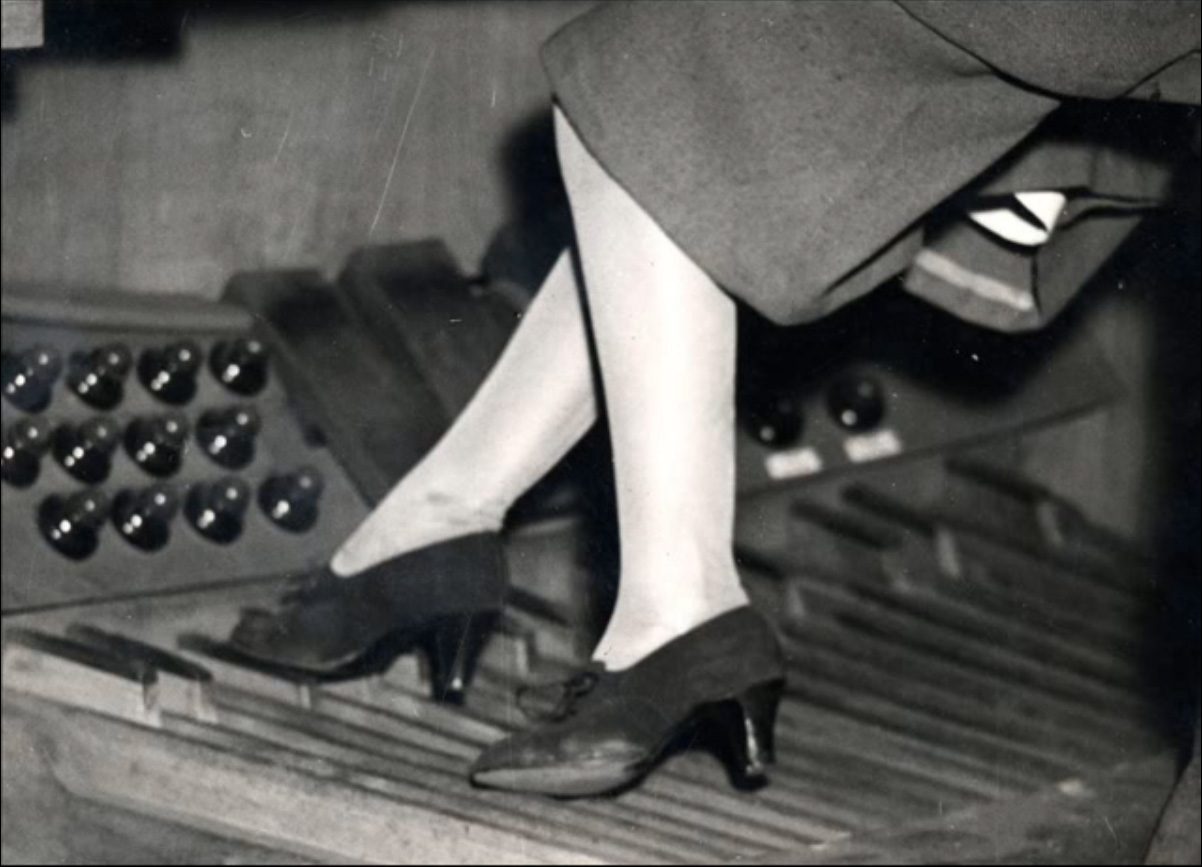
Demessieux ejecutando notas de pedal en el órgano, sus Six études tienen secuencias de pedal complejas en comparación a cualquier obra de órgano.

A ejemplo de los estudios de Frédéric Chopin así como de todo el conjunto de los Six Études, Accords Alternés está dividido en tres secciones, de acuerdo con el modelo A-B-A. La sección intermedia se inicia en el compás 35 mientras que la última sección comienza en el 64. Entendemos que este seccionamiento adquiere más sentido cuando se observa a la luz de una concepción que es puramente textural. Se produce un fenómeno interesante a medida que la masa sonora resultante de la versión organística-digital de los acordes alternados de la primera sección, da lugar en los manuales en "B" a lo que antes se había constituido como el tema del pedal. Mientras tanto, el tercer pentagrama de la segunda sección podría ser considerado como la transcripción de un procedimiento hasta entonces puramente pianístico, para los dominios del pedal. El argumento de que Demessieux presenta en la segunda sección su versión podálica para la alternancia de acordes, se muestra aún más contundente cuando verificamos el diseño resultante de la superposición las notas del pedal dos a dos. Vemos con esto que se forma un diseño muy similar al que se presenta como tema del estudio.
Es el primero de los seis estudios demesianos que demanda el uso de puntas y talón alternativamente. En cierto modo, podríamos decir que mientras Tierces, Sixtes y Octaves valoran la simultaneidad y simetría del movimiento podálico, Accords Alternés, Pointes y Notes Répétées mantienen el foco sobre la alternancia de pies. Pero, pese a estas semejanzas, la contraposición de la parte del pedal de Pointes y de Accords Alternés, revelan ciertas diferencias básicas en la escritura, que se reflejan en la propia práctica en sí. La utilización del talón, ahora permitida en Accords Alternés, resulta en una mayor complejidad de movimientos podálicos por la necesidad de un movimiento lateral y vertical disociado del tobillo.
Podemos ver entonces que la realización de los acordes alternos depende de un movimiento de las manos donde atributos tales como la proximidad, rapidez y precisión, encajan al de alternancia. Estamos, con ello, incluyendo este procedimiento dentro de un principio más general, y con ello, describiendo una situación, un modus operandi, capaz de explicar como una técnica tan típicamente digital, puede, pues, encontrarse al alcance de los mismos, tan limitados en movimientos y sensibilidad que las manos. Es de acuerdo con esa óptica que podremos también demostrar cómo este procedimiento tan listizniano, generador de efectos tan variados, puede ser apuntado en el próximo estudio.

### Notes Répétées
El procedimiento de hacer sonar notas repetidas con gran velocidad en el piano se traslada en este estudio a los dominios del pedal. De pronto comprobamos que si en el piano la repetición de notas implica la rotación digital, en este caso en lo referido al pedal, este procedimiento toma lugar de dos formas distintas: la primera de ellas, que se presenta en la sección inicial de este estudio, se refiere al uso alternado de los dos pies sobre la misma tecla. Esto sólo es posible cuando un pie está suspendido por encima del otro de modo que sólo la punta del pie se lleva a cabo en la tecla del pedal. En este caso, los talones deben volver ligeramente hacia fuera. Los movimientos generados en la repetición de notas por la sustitución de las puntas, genera una actitud empuje de los pies, que puede interpretarse como una versión podálica de la alternancia de acorde. En la técnica digital, este procedimiento es común justamente en la ejecución de acordes alternos.
De pronto verificamos que el talón es sustituido por la punta, y no viceversa, lo que origina un movimiento que se analizará a continuación. Para abandonar la tecla y ceder lugar a la punta, la articulación del tobillo debe realizar un movimiento que permita que la punta ocupe su lugar en la tecla al tiempo que el talón se eleva. En este caso, una vez más la importancia de la articulación del tobillo es similar a la del pulso en la técnica digital cuando la interpretación de las notas repetidas requiere un rápido cambio en los dedos (4-3-2-1). Compositores como Cramer, Heller y Czerny dedicaron algunos de sus estudios para piano, destinados al entrenamiento de las notas repetidas.

### Octaves
Octaves (en español: octavas) destacadas y escalas, puntos fundamentales de la moderna pedagogía organística francesa, sobre todo a partir de Marcel Dupré, y se constituyen en este estudio como materia básica. En la literatura para órgano encontramos sólo dos estudios que tienen por base esta figuración: la Esquisse en sí bemol menor de Dupré, y el Étude 20 de Clement Loret. En este último estudio, escrito en la segunda mitad del siglo XIX, el pedal se desarrolla en octavas, lo que, considerando las características de los órganos y de la técnica de entonces, se consideró como una gran osadía. Las octavas comenzaron desde muy temprano a formar parte de la vida de Jeanne Demessieux:

A los cuatro años, ella termina el Méthode Rose, y sus manos, que crecían mucho, necesitaban ejercicios de consolidación, los cuales ella cumplía sin reclamar. A esa edad, aunque tenía manos pequeñas, gracias a los innumerables ejercicios, ella ya alcanzaba una octava.
Trieu-Colleney, 1977.

A los 16 años de edad, la técnica digital de Demessieux había llegado a un desarrollo tal, que ya realizaba obras Franz Liszt de gran dificultad debido a la utilización de octavas. Demessieux no sólo compuso sus estudios, sino que los utilizó para incluirlos en sus presentaciones. Por lo menos fue lo que ocurrió en las giras que realizó en Estados Unidos en los años 1950, donde fue admirada por su alto nivel en su técnica del pedal. Como alumna favorita de Dupré, Demessieux debe haber establecido su técnica organística de acuerdo con la tradición Lemmens-Widor y, por lo tanto, es muy probable que se utilizara el principio del mantenimiento de las rodillas en el cálculo de las distancias en la ejecución de los saltos del pedal.
La localización del pie cerca de lo que en un piano son las "notas negras", viene a atenuar de forma contundente los problemas surgidos de la existencia de la diversidad de presentaciones de la pedalera. La utilización de los espacios comprendidos entre las teclas negras como guía para la localización de las notas en el pedal, da a los pies una capacidad que le es prácticamente inexistente, el tacto. El "salto" de las notas negras, ayuda a determinar al organista con absoluta exactitud donde están localizados sus pies. "Al colocar la punta del pie (derecho o izquierdo) contra el re#, entonces el mi natural está bajo el pie, y por lo tanto, el re natural es vecino".
La semejanza de Mazzepa con Octaves no se restringe al empleo masivo de octavas, pero también se extiende a los dominios de la división rítmica. En el sexto estudio de Demessieux, la escritura lleva a impresiones auditivas que podrían ser consideradas como cambios de acentuación. Es lo que sucede en los primeros 13 compases, que debido a las características de su escritura, pierden el carácter ternario simple, transformándose en binario compuesto.  Durante toda la pieza varias veces la división rítmica, lejos de la partitura puede proporcionar impresiones al oyente bastante diversas.

## Movimientos
- Pointes (Puntos, mi menor)
- Tierces (Terceras, si mayor)
- Sixtes (Sextas, fa sostenido mayor)
- Accords alternés (Acordes alternados, fa mayor)
- Notes répétées (Notas repetidas, mi mayor)
- Octaves (Octavas, do sostenido mayor)[53]

## Crítica
Según Olivier Messiaen:

Los Six Etudes de órgano de Jeanne Demessieux son, a su manera, obras maestras. Las obras más recientes de György Ligeti y Iannis Xenakis pueden presentar un tipo de dificultad más avanzada, pero, en lo que respecta a la técnica del pedal, aún no hemos superado la extraordinaria dificultad de los Etudes de Demessieux. Pienso particularmente en "Tierces" y "Sixtes", donde Jeanne Demessieux exige de los pies lo que Chopin exigía de las manos.

Como la mayoría de mis colegas, he leído estos estudios para mi placer personal y he progresado mucho gracias a ellos.

Jeanne Demessieux supo como unir en sus Etudes la técnica, un perfume armónico, y la originalidad en los registros. Todo buen organista debe conocerlos y estudiarlos. Pero muy pocos, sin embargo, podrán interpretarlos con el vertiginoso virtuosismo que poseía su autora.
Olivier Messiaen.

Frédéric Brun describió a "Octaves" como una "gigantesca toccata de una extraña furia".

## Discografía selecta
Destacan las siguientes grabaciones que se han realizado de esta pieza con sus seis movimientos completos.
- Pierre Labric - Jeanne Demessieux: Complete Organ Works, Musical Heritage Society.
- Maurizio Ciampi - Six Études: Sept Méditations Sur Le Saint-Esprit, Stradivarius STR 33.384.
- Maxime Patel - Jeanne Demessieux: Complete Organ Works, Fugatto FUG 025.
- Stephen Tharp - Jeanne Demessieux: Complete Organ Works, Aeolus AE10561.
- Adam Brakel - Romantic and Virtuosic, Raven Records OAR 933.